# Live MCMXCIII
Live MCMXCIII („1993“ římskými číslicemi) je koncertní album skupiny The Velvet Underground. Bylo vydané ve dvou verzích: jednoalbum a dvojalbum na CD nebo audiokazetě. Album bylo nahrané ve dnech 15., 16. a 17. června roku 1993 v Paříži ve Francii. Album vyšlo 26. října 1993 u Sire Records. 24. ledna 2006 vyšel záznam z koncertu i na DVD.

## Seznam skladeb
Všechny skladby napsal Lou Reed, pokud není uvedeno jinak.

### Dvojalbum
| Disk 1 | Disk 1                                     | Disk 1                       | Disk 1 |
| Pořadí | Název                                      | Autor                        | Délka  |
| ------ | ------------------------------------------ | ---------------------------- | ------ |
| 1.     | We're Gonna Have a Real Good Time Together |                              | 3:14   |
| 2.     | Venus in Furs                              |                              | 5:19   |
| 3.     | Guess I'm Falling in Love                  | Reed, Cale, Morrison, Tucker | 3:08   |
| 4.     | After Hours                                |                              | 2:41   |
| 5.     | All Tomorrow's Parties                     |                              | 6:36   |
| 6.     | Some Kinda Love                            |                              | 9:06   |
| 7.     | I'll Be Your Mirror                        |                              | 3:06   |
| 8.     | Beginning to See the Light                 |                              | 4:59   |
| 9.     | The Gift                                   | Reed, Cale, Morrison, Tucker | 10:33  |
| 10.    | I Heard Her Call My Name                   |                              | 4:37   |
| 11.    | Femme Fatale                               |                              | 3:23   |

| Disk 2 | Disk 2                       | Disk 2                       | Disk 2 |
| Pořadí | Název                        | Autor                        | Délka  |
| ------ | ---------------------------- | ---------------------------- | ------ |
| 1.     | Hey Mr. Rain                 | Reed, Cale, Morrison, Tucker | 15:42  |
| 2.     | Sweet Jane                   |                              | 5:21   |
| 3.     | Velvet Nursery Rhyme         | Reed, Cale, Morrison, Tucker | 1:31   |
| 4.     | White Light/White Heat       |                              | 4:21   |
| 5.     | I'm Sticking with You        |                              | 3:23   |
| 6.     | The Black Angel's Death Song | Reed, Cale                   | 4:12   |
| 7.     | Rock & Roll                  |                              | 6:13   |
| 8.     | I Can't Stand It             |                              | 4:21   |
| 9.     | I'm Waiting for the Man      |                              | 5:15   |
| 10.    | Heroin                       |                              | 9:59   |
| 11.    | Pale Blue Eyes               |                              | 6:14   |
| 12.    | Coyote                       | Reed, Cale                   | 5:25   |

### Jednoalbum
| Pořadí | Název                   | Autor                        | Délka |
| ------ | ----------------------- | ---------------------------- | ----- |
| 1.     | Venus in Furs           |                              | 5:30  |
| 2.     | Sweet Jane              |                              | 5:23  |
| 3.     | After Hours             |                              | 2:44  |
| 4.     | All Tomorrow's Parties  |                              | 6:36  |
| 5.     | Some Kinda Love         |                              | 9:07  |
| 6.     | The Gift                | Reed, Cale, Morrison, Tucker | 10:33 |
| 7.     | Rock & Roll             |                              | 6:11  |
| 8.     | I'm Waiting for the Man |                              | 5:16  |
| 9.     | Heroin                  |                              | 9:49  |
| 10.    | Pale Blue Eyes          |                              | 6:17  |

## Obsazení
- John Cale – viola, klávesy, baskytara, doprovodný zpěv, zpěv v „All Tomorrow's Parties“, „The Gift“, „Femme Fatale“ a „I'm Waiting for the Man“
- Sterling Morrison – kytara, baskytara, doprovodný zpěv
- Lou Reed – zpěv, kytara
- Maureen Tuckerová – bicí, perkuse, zpěv v „After Hours“ a „I'm Sticking with You“